# Рейн Уилсън
Рейн Дитрих Уилсън (на английски: Rainn Dietrich Wilson) е американски комик. Най-известната му роля е егоманиакалният Дуайт Шрут от американския сериал „Офисът“. Режисира два епизода от сериала – първият от шести, а вторият от седми сезон.

## Биография
Син е на Шей Купър, треньорка по йога и актриса, и Робърт Джи Уилсън, който е романист, художник и бизнес консултант. Учи в Сентръл Мидъл Скул и Шоркрест Хай Скул в Шорлайн, щата Вашингтон. Там свири на кларинет и фагот. Семейството му се премества в Уилмет (Илиной) и започва работа в Националния бахайски център. Рейн, съответно, се прехвърля в местното училище Ню Трайър Хай Скул, което завършва. Има театрална подготовка от университета „Тъфтс“ и Вашингтонския университет, като също така е водил курсове по театър. Завършва магистратура по изящни изкуства в Нюйоркския университет и става член на трупата Актин Кампъни. За да посрещне житейските си нужди по това време, той работи и като шофьор на ван.

## Актьорска дейност

### Телевизия
Освен актьорската си работа в „Офисът“, Уилсън се появява в „Шест фута под земята“, сериал на „Ейч-Би-О“. Там играе ролята на ексцентричния Артър Мартин, който е стажант в Погребален дом „Фишър Енд Диас“. Има участия и в „Закон и ред: Отряд за специалните жертви“, „От местопрестъплението“, „Криминални уравнения“ и „Антураж“. В последната продукция на него е поверен образът на непочтен развлекателен журналист, който се основава на Хари Ноулс от Ain't It Cool News („Не са ли яки новини“). Уилсън има гост-участие и в епизод на „Монк“, където играе ролята на бейзболен фен с интерес към убийствата. Участва в епизод на „Чародейките“, където е алхимикът Киркан. На 24 февруари 2007 година води предаването „Събота вечер на живо“ (Saturday Night Live). За Световното първенство по футбол за жени през 2007 се снима в рекламни материали, поемайки ролята на мениджъра по връзките с обществеността Джим Майк. Уилсън участва в два епизода на блока „Плуване за възрастни“ (Adult Swim) по „Картун Нетуърк“.

### Кино
Неговите филмови изяви са в „Почти известни“, „Любимците на Америка“, BAADASSSSS!, „Галактическа мисия“, „Къщата на 1000-та трупа“, „Сахара“, „Последният гост от бъдещето“, „Джуно“ (в който играе Роло, касиер в супермаркет), „Рокаджията“ и „Моята супер бивша“.
Уилсън участва в комедията „Рокаджията“ на „Фокс Атомик“, която излиза на 20 август 2008 година. Неговите филми от 2009 година са Bonzai Shadowhands, където е съсценарист и копродуцент, Renaissance Men, където е сценарист и копродуцент, „Чудовища срещу извънземни“ на „Дриймуъркс Анимейшън“, където озвучава злия господар на извънземните Галаксхар, и „Трансформърс: Отмъщението“, където играе ролята на университетски преподавател.

## Личен живот
Уилсън пише в образа на Дуайт в „Шрут-Спейс“ – неговият блог в „Ен-Би-Си“. През юни 2008 година той потвърждава слуховете, че повече няма да пише в блога си.